# Mikroregion Bílý Potok
Mikroregion Bílý Potok byl svazek obcí v okresu Brno-venkov, jeho sídlem byl Maršov a jeho cílem bylo koordinování celkového rozvoje území mikroregionu a společný přístup při prosazování ekologické stability území. Sdružoval čtyři obce, byl založen v roce 2000 a zanikl v roce 2024.

## Obce sdružené v mikroregionu
- Lažánky
- Maršov
- Braníškov
- Svatoslav